# Även om pappa inte ser dig
Även om pappa inte ser dig er en film instrueret af Maria Bäck.